# Ba Điền
Ba Điền là một xã thuộc huyện Ba Tơ, tỉnh Quảng Ngãi, Việt Nam.
Xã Ba Điền có diện tích 44,43 km², dân số năm 1999 là 1231 người, mật độ dân số đạt 28 người/km².